# Essigny-le-Grand
Essigny-le-Grand es una comuna francesa situada en el departamento de Aisne, de la región de Alta Francia.

## Géografía
Essigny-le-Grand está situada a 8 km al sur de San Quintín.

## Demografía
| 701 | 725 | 655 | 985 | 1 252 | 1 196 | 1 135 | 1 056 |
| Para los censos de 1962 a 1999 la población legal corresponde a la población sin duplicidades (Fuente: INSEE [Consultar]) |     |     |     |       |       |       |       |